# Кавалерские корпуса
Кавале́рские корпуса́ — условное название трёх сооружений, входящих в комплекс дворцовой застройки Царицынского дворцово-паркового ансамбля. Построены по проектам и под руководством Василия Баженова в ходе создания подмосковной загородной резиденции Екатерины II. Третий Кавалерский корпус возведён в 1776—1779 годах; Второй и Первый Кавалерские корпуса — в 1784—1785 годах.
Их названия, появившиеся в XIX веке, не отражают изначального предназначения зданий. Отчасти это случилось потому, что к тому времени для современников предназначение построек было неясным. Архивные документы, изученные специалистами, также не дают однозначного ответа на вопрос, и сегодня существуют различные гипотезы на этот счёт. Помимо условного названия, постройки связывают размеры (все три Кавалерских корпуса невелики и построены в один этаж), и местоположение — все они нанизаны на ось, идущую вдоль Большого оврага и представляют собой «нижний ярус» северного царицынского фасада.

## Третий Кавалерский корпус
Объект культурного наследия народов РФ федерального значения. Рег. № 771410978970106 (ЕГРОКН). Объект № 7710115012 (БД Викигида)
Строился в 1776—1779 годах. Иногда именуется Дворцом с круглой залой; по своему стилю и оформлению сильно отличается от двух других Кавалерских корпусов и близок к Малому дворцу. В баженовских документах упоминается как «Третий дом» — в ряду с Малым и Средним дворцами. Расположен на живописном холме возле Среднего Царицынского пруда — к нему выходит фасад со скруглёнными углами; с другой стороны у корпуса имеется выступающая часть в виде полуротонды, обращённая к Фигурному мосту. Изящная постройка увенчана башенкой-бельведером. Особенностью сооружения является планировка, задуманная Баженовым с особой выдумкой. Главным залом корпуса является круглый зал, который одной стороной выявлен снаружи как полуротонда, а другой стороной спрятан в основной объём постройки. Корпус возведён на том самом месте, откуда Екатерина II в летнюю ночь 1775 года любовалась фейерверками на Царицынских прудах (см. подробнее Царицыно (дворцово-парковый ансамбль)#История Царицынского ансамбля).
Императрица придавала особое значение этому строению: только в чертежах Третьего Кавалерского корпуса есть её собственноручные правки. Возможно, корпус (или дворец) предполагался для проведения увеселений в кругу особо приближённых придворных, а также как уединённый кабинет государыни наподобие эрмитажа.
В отличие от многих других царицынских построек, здание активно эксплуатировалось на протяжении почти всей своей истории. В 1810-е годы здесь была обустроена гостиница с трактиром (она стала первой в Подмосковье); в 1840-е—1850-е здание вновь использовалось для тех же целей; с 1872 по 1917 годы корпус арендовался под дачу. В конце 1920-х годов в Третьем Кавалерском корпусе открылся музей; в 1937 году здание было переоборудовано под клуб с кинотеатром; с 1988 по 1995 год здесь размещалась дирекция ГМЗ «Царицыно».
Многочисленные перестройки исказили облик здания и его внутреннюю планировку; уже в 1859 году у него отсутствовала башенка-бельведер. Реставрационные работы, во время которых постройка приобрела свой первоначальный вид, проводились в 1998—2003 годах; теперь Третий Кавалерский корпус используется для размещения экскурсионной службы и культурно-образовательного центра музея.

## Второй Кавалерский корпус
Объект культурного наследия народов РФ федерального значения. Рег. № 771410978970096 (ЕГРОКН). Объект № 7710115007 (БД Викигида)
Построен в 1784—1785 годах. Иногда его называют «Лакейский дом» или «Восьмигранник» по форме планировки. В плане здание представляет собой правильный восьмиугольник; в центре планировки — большой круглый зал, вокруг которого расположены 16 помещений, из них половина — большие квадратные комнаты, остальные — небольшие смежные треугольные.
Четыре главных фасада дома ориентированы по сторонам света и оформлены изящными портиками, которые завершаются фантастическими фронтонами-кокошниками с ажурным белокаменным декором. Колонны портиков, сложенные из кирпича с белокаменными вставками, смотрятся нарядными и воздушными; декор фронтонов с композициями из звёзд, трилистников и лучей, вероятно, содержит намёк на масонскую символику. Фронтоны, ориентированные на север и юг, отличаются от западных и восточных по рисунку.
Предполагается, что корпус строился для дворцовой прислуги; в одном из отчётов Баженова здание именуется «Лакейским домом». Однако существует и другая гипотеза: здесь должна была разместиться купальня наподобие римской термы. В центральном зале, вероятно, должен был существовать бассейн. Косвенно на это указывает изображённая в баженовском плане здания лестница, ведущая на крышу — принимать солнечные ванны на крышах купален было модной практикой XVIII века. В некоторых публикациях XIX века о Царицыне Второй кавалерский корпус упоминается как мыльня или купальня. Возможно, что предназначение здания менялось в ходе работы над царицынским ансамблем.
За всю свою историю здание практически не эксплуатировалось, постепенно превращаясь в руину. К началу реставрационных работ от него оставались лишь внешние стены (внутренние были разобраны на стройматериалы в 1930-е годы). Реставрация проводилась в 1985—1994 годах; с 1995 года здесь размещались выставочные залы, а с 2001 года — служебные помещения дирекции ГМЗ «Царицыно».

## Первый Кавалерский корпус
Объект культурного наследия народов РФ федерального значения. Рег. № 771410978970086 (ЕГРОКН). Объект № 7710115024 (БД Викигида)
Строился одновременно со Вторым Кавалерским корпусом и имеет с ним общие черты во внешнем декоре: портик, отмеченный изящными кирпичными колоннами, также завершается фронтоном-кокошником со сходным рисунком. Небольшое здание в плане имеет форму квадрата с изъятой со стороны угла трапециевидной частью. Внутри распланированы три небольших помещения с передней.
Корпус, вероятно, предназначался для прислуги. В XIX веке за ним закрепилось ещё одно название — Управительский дом; однако настоящий Управительский дом, разобранный в начале века, находился между Большим дворцом и Хлебным домом.
В 1870-х годах здание было приспособлено под дачу и в таком виде эксплуатировалось до Октябрьской революции. В 1918 году его занял только что образованный местный Совет рабочих депутатов. В 1932 году корпус надстроили двумя этажами, в нём разместился исполком Ленинского района Московской области. В 1950-е—1970-е в здании располагалось музыкальное училище. Реставрационные работы проводились в 1987—1994 годах; надстроенные этажи были разобраны и Первый кавалерский корпус обрёл первоначальный вид. Сейчас в нём размещается дирекция ГМЗ «Царицыно».

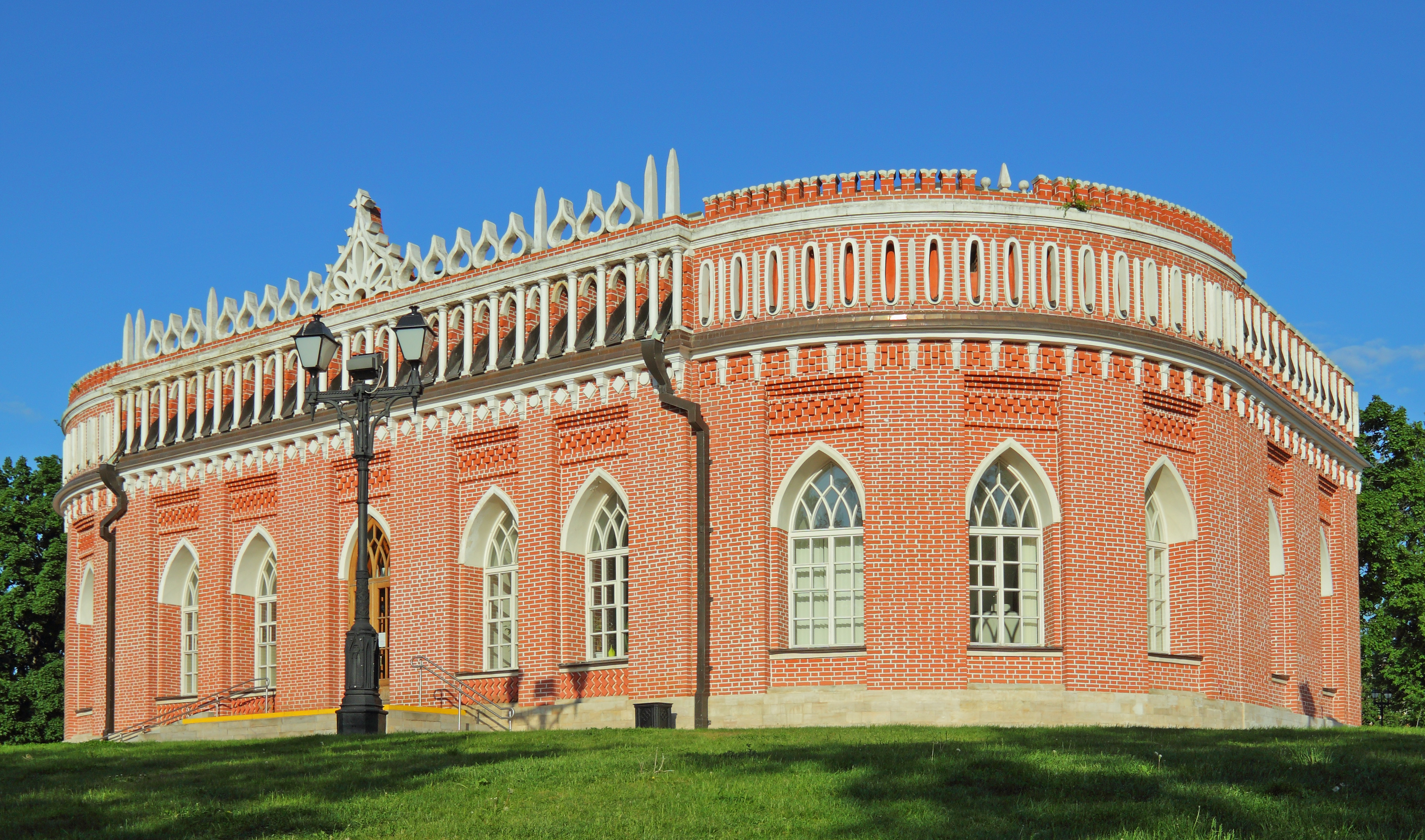
Третий Кавалерский корпус со стороны Среднего Царицынского пруда
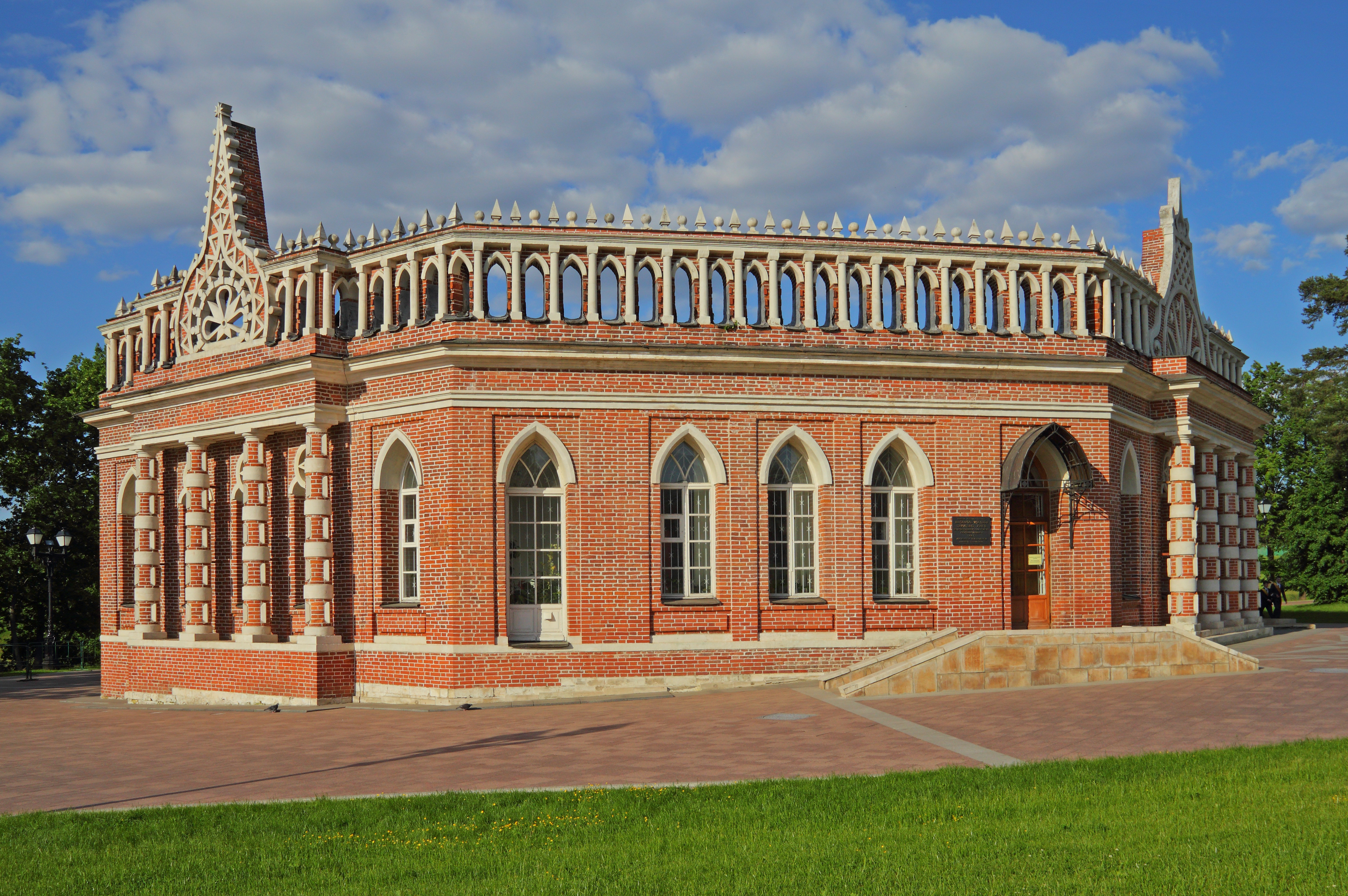
Второй Кавалерский корпус
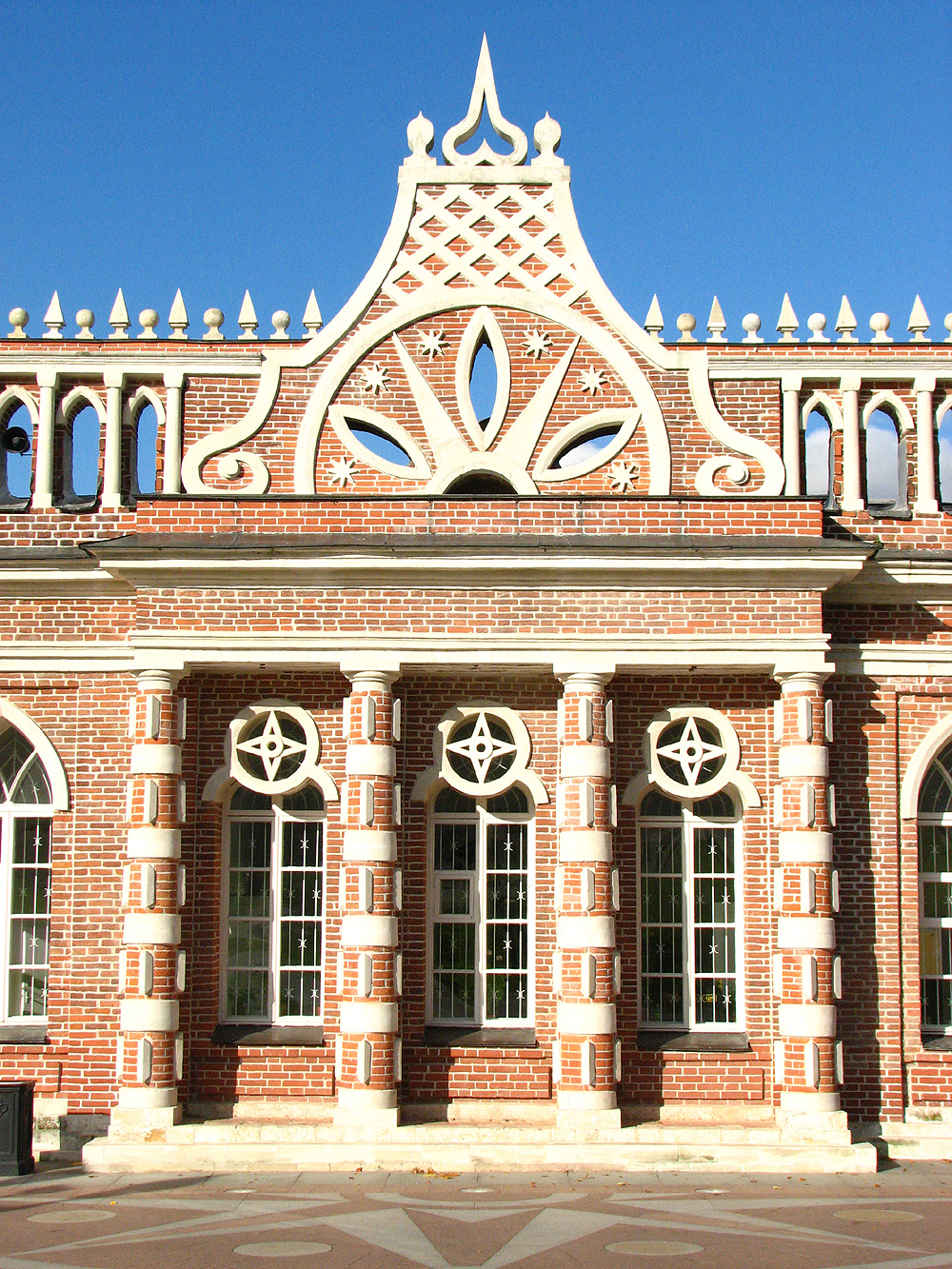
Портик Второго Кавалерского корпуса
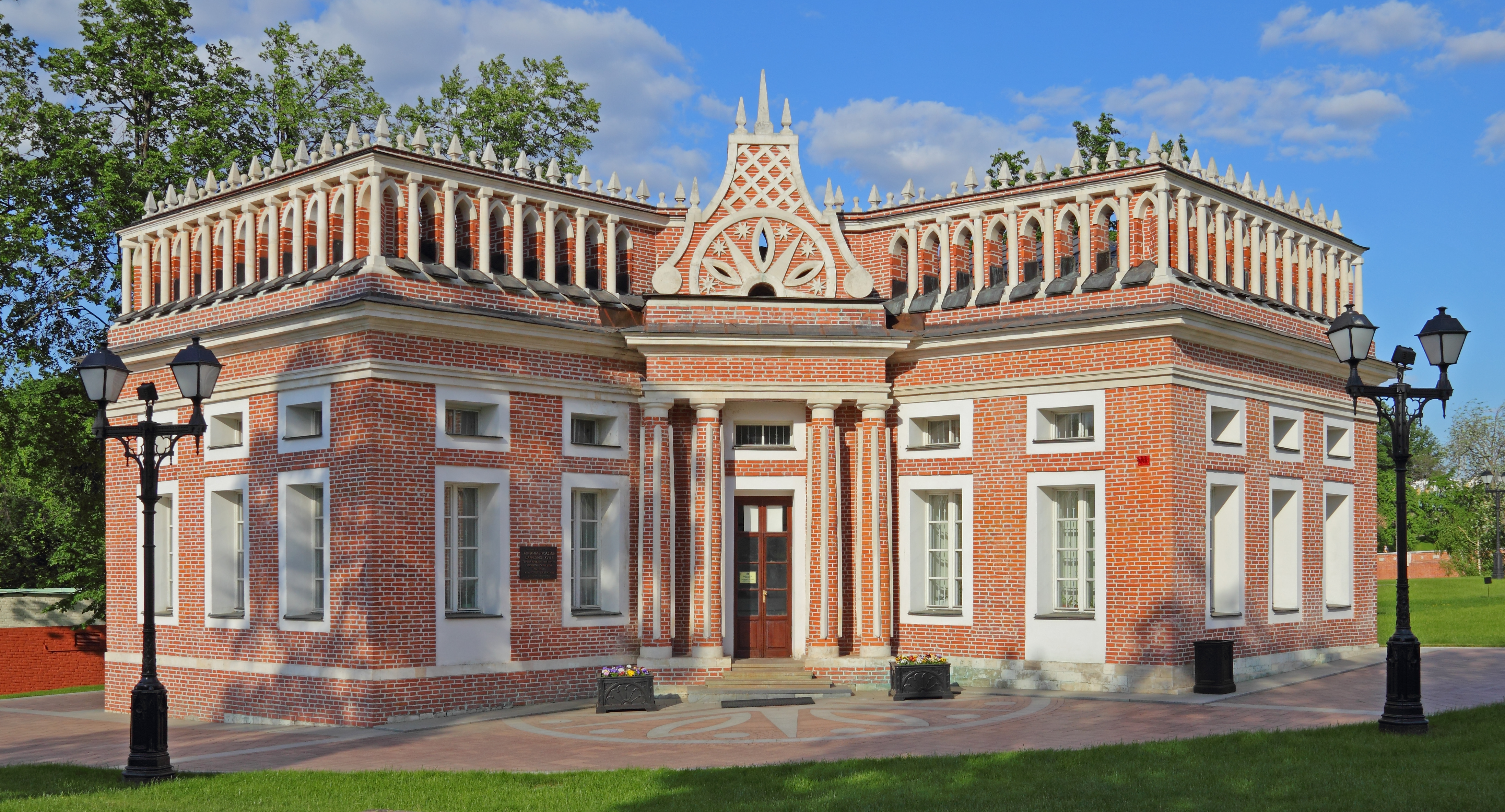
Первый Кавалерский корпус